# Liposcelis pallens
Liposcelis pallens är en insektsart som beskrevs av André Badonnel 1968. Liposcelis pallens ingår i släktet Liposcelis och familjen boklöss. Inga underarter finns listade i Catalogue of Life.